# Napar Buru Batzar
El Napar Buru Batzar (NBB) es la ejecutiva navarra del Partido Nacionalista Vasco. Sus miembros son elegidos por las organizaciones municipales de Navarra. La ejecutiva provincial navarra es una de las que integran el Euzkadi Buru Batzar. 

## Historia
El primer NBB se creó en Navarra en 1911 y la primera junta municipal se celebró en 1912. En 1918 consiguió su primer diputado, Manuel de Aranzadi.
Para la difusión de sus ideas se creó el semanario Napartarra (1911-1919), que fue sustituido en 1923 por La Voz de Navarra. Tras la sublevación militar de 1936 en Navarra, el 1 de agosto del mismo año, sus rotativas fueron confiscadas y se editó en ellas el primer periódico de los sublevados, llamado Arriba España. Posteriormente, en un intento de eliminar el nombre originario y su vinculación con el EAJ-PNV, el 7 de abril de 1957 se creó en Pamplona una nueva emisora de radio también llamada La Voz de Navarra, vinculada a la Red de Emisoras del Movimiento.
Tras el fin de la dictadura el PNV retomó su antigua sede en la calle Zapatería (Palacio Navarro Tafalla) que ahora alberga las oficinas del NBB y de la delegación municipal de Pamplona de este partido y actualmente el NBB ha retomado la edición de "La Voz de Navarra".
En Navarra el EAJ-PNV formó parte de la coalición Nafarroa Bai, que fue la segunda fuerza política de la comunidad foral, con uno de los doce escaños que correspondieron a la coalición y posteriormente, tras las escisiones de algunos de sus miembros también participó en Nafarroa Bai 2011 y en Geroa Bai.

## Presidencia
Como todos los presidentes de organizaciones territoriales, el presidente del NBB ejerce de representante en el Euskadi Buru Batzar (EBB), máximo órgano interno del partido.
- 1984-1987: Carlos Esteban Clavería Arza, parlamentario foral (1987-1993).
- 1987-1992: Vicente Arozena Biurrarena, alcalde de Aranaz (2003-2007).
- 1992-2004: José Antonio Urbiola Machinandiarena, vicepresidente del Parlamento de Navarra (1987).
- 2004-2012: José Ángel Aguirrebengoa Imaz, alcalde de Alsasua (1995-1999) y parlamentario foral (2007-2011).
- 2012-2015: Manuel Ayerdi Olaizola, parlamentario foral (2011-2015) y vicepresidente de Desarrollo Económico del Gobierno de Navarra (2015-2021).
- 2016-presente: Unai Hualde Iglesias, alcalde de Alsasua (2007-2011) y vicepresidente del Parlamento de Navarra (2015-2019) y Presidente del Parlamento de Navarra (2019-actualidad).

## La sede del NBB

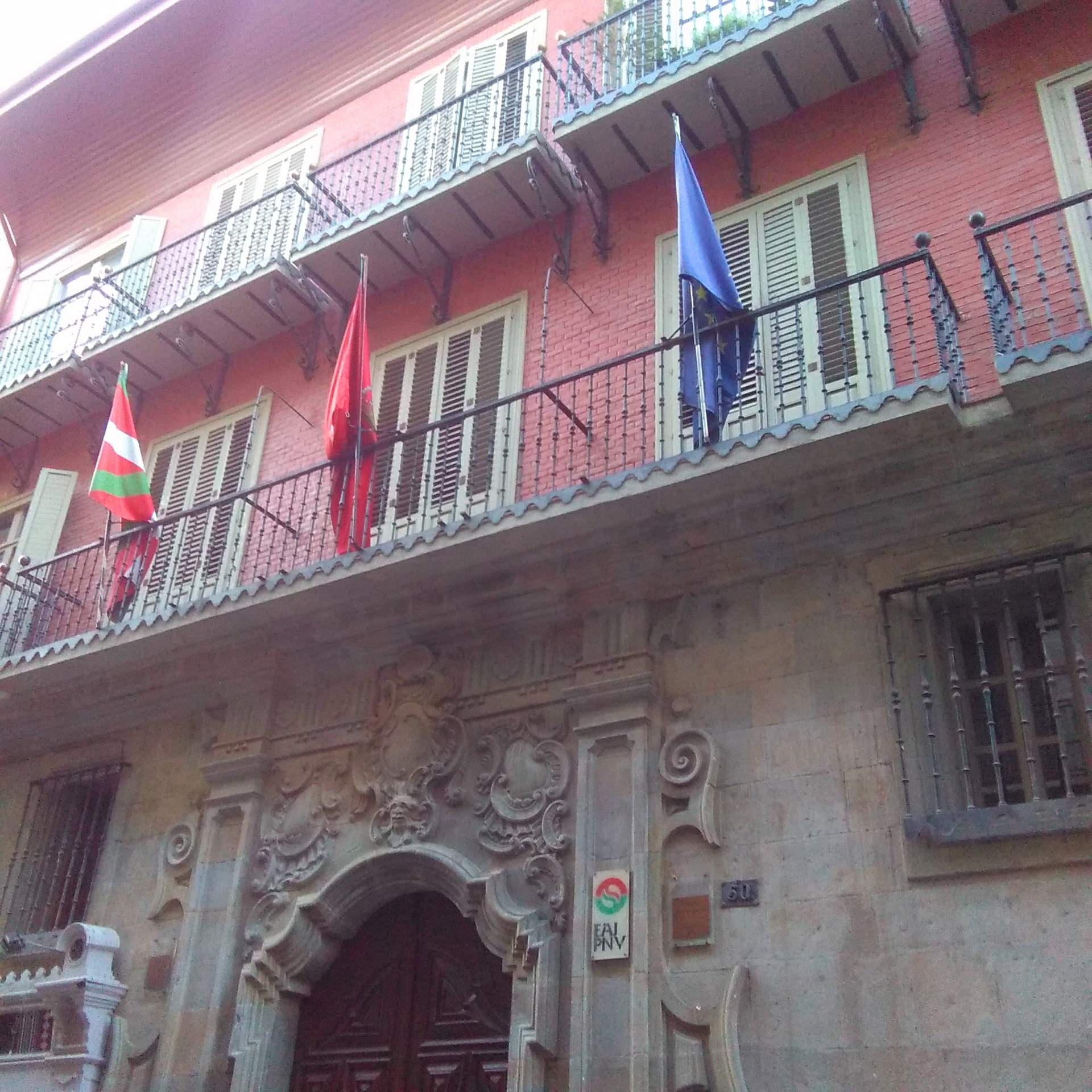
Sede del NBB en Pamplona. Autor: Zarateman

EL NBB comparte su sede del Palacio de los Navarro-Tafalla en la calle Zapatería, de Pamplona, con la organización municipal del partido en dicha ciudad; cuyo presidente fue Daniel Borda desde 2007 hasta mayo de 2010, cuando fue elegido Iñigo Zabalza. En 2013 María Solana Arana fue elegida presidenta de la Junta Municipal. En 2016 Pedro Garcés fue elegido nuevo presidente de la Junta Municipal de Pamplona. En la actualidad el presidente de la OOMM de Iruñea es Kristian Cervilla.
El edificio que alberga las sedes es un palacio de estilo barroco y fachada rococó, construido en 1752 por don Juan Francisco Adán y Pérez, recibe su nombre "Navarro-Tafalla" tras acceder este indiano a la nobleza a raíz de la fortuna que consiguiera en América, siendo conocido el propietario desde entonces como Juan Francisco Navarro Tafalla
El edificio de más de 500 metros cuadrados de planta, conserva elementos originales de la época en su interior y tuvo como arquitectos a Vicente de Arizu y Francisco Aguirre y es un edificio catalogado de especial protección desde 1980.